# Bicyclus cottrelli
Bicyclus cottrelli is een vlinder uit de onderfamilie Satyrinae van de familie Nymphalidae. De wetenschappelijke naam van de soort is voor het eerst geldig gepubliceerd in 1952 door van Son.